# 天主教弗里敦總教區
天主教弗里敦總教區（拉丁語：Archidioecesis Liberae Urbis）是塞拉利昂一個羅馬天主教教省總教區，下轄三個教區。是該國唯一一個總教區。

## 歷史
1858年4月13日設塞拉利昂宗座代牧區，1950年4月18日升為弗里敦暨博城教區。1970年11月11日升為總教區。2011年1月15日博城教區分出。

## 現況
總教區位於西部區，2011年有教友20,000人（佔轄區總人口1.1%）、十四個堂區、四十名司鐸。現任總主教為爱德华·坦巴·查尔斯。